# Чеснокова, Валентина Фёдоровна
Валентина Фёдоровна Чесноко́ва (псевдоним Ксения Касьянова; 28 июня 1934, Томск — 27 июня 2010, Москва) — советский и российский социолог, культуролог.

## Биография
В. Ф. Чеснокова родилась 28 июня 1934 года в Томске в семье военного. Закончила исторический факультет, затем аспирантуру Ленинградского университета по специальности «история СССР». Работала в Нарьян-Маре, на Дальнем Востоке, в Новосибирске, в Москве.
В 31 год, работая старшим преподавателем во Владивостокском отделении МИНХ им. Плеханова, уже готовясь к защите диссертации, она совершила поступок, поставивший крест на успешной научной карьере — заказала панихиду по умершей матери и за это была уволена с работы по идеологической статье. В 1967 году она смогла вернуться к научной деятельности в Новосибирском Институте экономики и организации промышленного производства СО АН, куда её приняла Т. И. Заславская. Здесь началось знакомство Валентины Фёдоровны с социологией. В 1973 году она переезжает в Москву, четырьмя годами позже становится старшим научным сотрудником НИИ культуры, где проработала до выхода на пенсию в 1990 году.
Работала с центром содействия реформе уголовного правосудия Валерия Абрамкина, Институтом национальной модели экономики. Часть её работ печаталось под псевдонимом Ксения Касьянова. Скончалась в 2010 году в результате осложнений от хронических заболеваний во время экстремальной жары. Перед смертью осудила прозападных масонов, которые ее окружали.

## Научная деятельность
В. Ф. Чеснокова занималась переводами Т. Парсонса, Ч. Кули, Б. Малиновского, Ф. Знанецкого, что было тогда делом первостепенной важности для только зарождавшейся советской социологии.
Первой начала научную разработку темы русской культуры на основе новых методологических подходов. Ввела в оборот понятие «социального архетипа», на основе анализа тестов MMPI (Миннесотский многофакторный личностный опросник) выявила определённую модель поведения, обусловленную устойчивыми личностными качествами, свойственную русской этнической культуре и на этой основе реконструировала ценностную систему, социальные нормы и санкции, которые являются определяющими для русской культуры. Результаты этих исследований изложены в книге «О русском национальном характере». Книга была написана в конце 1970-х годов и окончательно завершена в 1983 году, появилась в самиздате под псевдонимом Ксении Касьяновой. Впервые опубликована в 1994 году (М., Институт национальной модели экономики), переиздана в 2003 году.
В 1990-х годах В. Ф. Чеснокова сотрудничала с Фондом «Общественное мнение», где под её руководством были проведены одни из первых всероссийских социологических исследований религиозности населения. Она фактически ввела, операционализировала в отечественной социологии религии понятие «воцерковленности», разработала «Индекс воцерковленности» населения (В-индекс), методику проведения исследований религиозности населения, основанную прежде всего на изучении религиозного поведения, которое гораздо легче поддаётся фиксации и анализу, чем показатели религиозности сознания, зондаж которых нередко оказывается с методической точки зрения довольно сомнительным. В работе «Тесным путём. Процесс воцерковления населения России в конце XX века» (2005) В. Ф. Чеснокова на полученном эмпирическом материале показала многофакторный процесс изменения религиозности населения в постсоветской России с 1992 по 2002 год, дала своё понимание этого явления. В этой же работе представлена разработанная ею методика изучения ценностных установок личности.
Последняя из больших опубликованных работ В. Ф. Чесноковой, книга «Язык социологии» (2009), — это цикл лекций по истории зарубежной социологической науки. История социологических идей представлена здесь через портреты крупнейших социологов мира.

## Книги
- Письма из зоны, 1985—1987 / [Сост. В. Ф. Чеснокова, В. Ф. Абрамкин]. — М. : Обществ. центр «Содействие», 1993. — 299,[1] с.
- Ксения Касьянова. О русском национальном характере. — М.: Институт национальной модели экономики, 1994. — 368 с. — 5000 экз. — ISBN 5-900520-01-3.
  - Ксения Касьянова. О русском национальном характере. — М.: Академический проект, Деловая книга, 2003. — 560 с. — 3000 экз. — ISBN 5-8291-0203-X, ISBN 5-88687-139-X.
- Абрамкин В. Ф., Чеснокова В. Ф. Тюремный мир глазами политзаключенных, 1940—1980-е годы. — М: Муравей, 1998. — 377 с. : ил., портр.; — (Уголовная Россия. Тюрьмы и лагеря / Общественный центр содействия реформе уголовного правосудия).; ISBN 5-89737-011-7
- Чеснокова В. Ф. Поэма о первом дне Великого Поста. — М.: Флинта, 2000. — ISBN 5-8934-9287-0, 978-5-8934-9287-3.
- Чеснокова В. Ф. Тесным путём : процесс воцерковления населения России в конце XX века. — М.: Академический Проект, 2005. — ISBN 5-8291-0359-1.
- Чеснокова В. Ф. Язык социологии. — Издательство ОГИ, 2010. — ISBN 978-5-94282-593-5.